# 业余无线电应急通信
在危机和自然灾害时期，当有线通信、手机和其他传统通信手段出现故障时，业余无线电经常被用作紧急通信手段，协调救灾活动。
与商业通信系统不同，业余无线电通常独立于可能在灾害期间失效的地面通信设施。它分散在一个没有短板（例如，可能出现超载现象的手机基站）的环境内，再加上台站数量大，爱好者技术全面且勇于奉献等优势，使得业余无线电有足够强的健壮性来应对紧急情况下的通信
业余无线电操作员在应急制作天线和电源方面经验丰富，并且当今大多数业余无线电设备都可以由汽车电池供电。同时，业余无线电操作员可以使用数百个频率，并可以快速建立业余无线电通信网，将不同的机构连接在一起，以提高互操作性。这就为应急通信带来了便利。许多国家每年举办“户外通信日”，以练习这些紧急通信技能。
2004年9月2日，业余电台被用来向天气预报员提供来自巴哈马的飓风弗朗西斯实时信息。
2004年12月26日，一场地震和由此产生的横跨印度洋的海啸摧毁了与安达曼群岛的所有通信，但为协调救济工作提供了便捷途径的业余电台依然正常工作。
2005年8月25日，2005年飓风卡特里娜作为第一类飓风经过佛罗里达州迈阿密并引起山体滑坡。美国业余无线电操作员及时进行响应，超过1,000名业余电台操作员在格尔夫海岸努力为救灾提供应急通信帮助。
2008年5月12日的“512”汶川大地震，成都业余无线电应急通信网在地震发生不到3分钟后，便启用了应急通信程序，后又使用BY8AA作为主控台呼号，利用短波/超短波电台与外界取得联系，支援救灾工作。
2017年，红十字会要求，在飓风“玛丽亚”袭击之后，向波多黎各派遣50名业余无线电操作员，以提供通信服务。

## 例子

### 台灣
台北市跨年為避免人潮癱瘓通訊，均有中華民國業餘無線電促進會(CTARL)支援臺北最HIGH新年城緊急醫療通信支援服務。

### 中国大陆
2008年5月12日14:28在四川汶川发生了里氏8.0级地震。14:31分，位于四川省成都市的成都市业余无线电应急通讯网启用439.225和439.800MHz向外界广播。BH8AAA随即向中继台上的HAM发布应急通信响应请求。短时间内共有200余人向主控台报到，收集灾情报告100余条。
14:45分，通过应急通信网向各台传递了震中与烈度信息，并发布动员令，要求各台做好应急通信保障，各中继设台人全力保障中继台正常运行。
13日，经省无线电管理委员会批准，四川省业余无线电应急通信网正式成立，并使用BY8AA担任主控台
14日，中国无线电协会在发布《协会总部号召全体HAM参与抗震应急通信》的通知，通知要求HAM：
2008年5月12日下午，我国四川汶川地区遭受地震灾害。目前周边部分地区出现通信中断现象，部分保持通信服务的地区，也因为通话量激增造成网络拥塞。

为此，协会总部希望广大会员积极行动，确保所设置的个人业余电台工作正常，在条件可及的情况下，守听短波电台平时常用频率，如遇到灾区电台出现，应尽最大可能了解当地人民所急需资源，并报告当地政府部门。

遇到灾害周边地区需要通过电台向家人报平安等信息时，力争用最短时间与其家人联系，将消息传送出去。

受灾当地及周边地区业余电台如尚可工作，应无条件配合当地抗震救灾部门的行动，在抗震救灾部门的允许下，为其提供通信服务。

按照业余电台应急通信的原则，也可为当地居民做临时传递信息服务，直至当地电信服务恢复。

各地业余电台在遇到应急通信时，应予以避让，并注意收听.
17日，四川省业余无线电应急通信网完成应急通信与前线支援任务，转为调度城市之间的物资运输。
2009年2月4日，美国无线电中继联盟（ARRL）将2008年度人道主义奖授予四川省无线电体育协会、中国无线电体育协会（CRSA）的业余爱好者，以及在中国2008年5月地震后协助提供通信支持的中国业余无线电爱好者，以表彰他们在2008年汶川大地震中做出的贡献。